# Nekrolog 1588
Nekrolog
◄◄
| ◄
| 1584
| 1585
| 1586
| 1587
| 1588 | 1589 | 1590 | 1591 | 1592 | ► | ►►
Weitere Ereignisse | Allgemeiner Nekrolog 1588
Die Beschreibung der verstorbenen Person sollte so kurz wie möglich gehalten sein und nur deren signifikante Tätigkeit(en) enthalten.
Neue Namen ggf. auch unter dem Geburts- und Sterbedatum, also etwa unter 1. Januar und im Geburts- und Sterbejahr (2024) eintragen (nur bei entsprechender großer Wichtigkeit). Für Beispiele siehe die schon vorhandenen Artikel.
Außerdem über die fünf zuletzt Verstorbenen, zu denen es einen ausreichend guten Artikel für eine Präsentation auf der Hauptseite gibt, nach der todesbedingten Überarbeitung der Artikel ggf. auch unter Wikipedia Diskussion:Hauptseite informieren und sie am besten auch in den anderen Wikipedia-Sprachversionen eintragen. Tipp: Regelmäßig bei news.google.de nach „ist tot“, „gestorben“ oder „verstorben“ suchen.
Wenn eine Person gestorben ist, gibt es viele Seiten zu dieser Person in der Wikipedia, die davon auch betroffen sind und entsprechend aktualisiert werden müssen. Beispiele: Namenübersichtsseite, Geburtsjahr, Geburtsort-Seiten und viele mehr.
Wie finde ich die betroffenen Seiten?
Im Suchfeld auf der linken Seite gibt man den Suchbegriff so ein: „Vorname Nachname“. Dann klickt man auf Volltext und alle Seiten mit entsprechendem Suchtext werden aufgerufen. Hier sieht man dann schnell, wo auch das Todesjahr Sinn macht oder sogar ein Teil des Artikels angepasst werden muss. Auch hilft das „Werkzeug“ auf der linken Seite sehr gut, um solche Seiten aufzufinden: „Links auf diese Seite“. Somit ist die Wikipedia wieder aktuell in allen Bereichen! Hinweis: bei Eintragung der Kategorie „Gestorben JAHR“ wird der Missbrauchsfilter 49 ausgelöst, was jedoch nicht schlimm ist. Siehe: Spezial:Missbrauchsfilter/49
Dies ist eine Liste von im Jahr 1588 verstorbenen bekannten Persönlichkeiten. Die Einträge erfolgen innerhalb der einzelnen Daten alphabetisch sortiert. Tiere sind im Nekrolog für Tiere zu finden.

## Januar
| Tag        | Name                         | Beruf, bekannt als                                 | Alter | Beleg |
| ---------- | ---------------------------- | -------------------------------------------------- | ----- | ----- |
| 11. Januar | Guillaume Robert de La Marck | souveräner Herzog von Bouillon und Fürst von Sedan | 25    |       |
| 16. Januar | Melchior Isinder             | deutscher evangelischer Theologe                   |       |       |

## Februar
| Tag         | Name                       | Beruf, bekannt als                                                                        | Alter | Beleg |
| ----------- | -------------------------- | ----------------------------------------------------------------------------------------- | ----- | ----- |
| 7. Februar  | Johannes Ewich             | deutscher Mediziner                                                                       |       |       |
| 9. Februar  | Álvaro de Bazán            | spanischer Flottenkommandant (Capitán General de la Mar Océano) und Marqués de Santa Cruz | 61    |       |
| 11. Februar | Gottschalk von Stiten      | Ratsherr der Hansestadt Lübeck                                                            |       |       |
| 12. Februar | Joachim I. von Alvensleben | Burgherr, Gelehrter und Reformator                                                        | 73    |       |
| 19. Februar | Christoph Stymmel          | deutscher lutherischer Theologe und Generalsuperintendent von Pommern-Stettin             | 62    |       |
| 24. Februar | Johann Weyer               | Arzt und Gegner der Hexenverfolgung                                                       |       |       |
| 28. Februar | Wiguleus Hund              | deutscher Rechtsgelehrter und Geschichtsschreiber                                         | 73    |       |

## März
| Tag      | Name                                 | Beruf, bekannt als                                                  | Alter | Beleg |
| -------- | ------------------------------------ | ------------------------------------------------------------------- | ----- | ----- |
| 1. März  | Jacques Daléchamps                   | französischer Botaniker und Arzt                                    |       |       |
| 3. März  | Heinrich XI.                         | Herzog von Liegnitz                                                 | 49    |       |
| 5. März  | Henri I. de Bourbon, prince de Condé | französischer Feldherr                                              | 35    |       |
| 9. März  | Pomponio Amalteo                     | italienischer Maler                                                 |       |       |
| 10. März | Theodor Zwinger der Ältere           | Schweizer Gelehrter                                                 | 54    |       |
| 14. März | Matthias Ritter der Jüngere          | deutscher lutherischer Theologe und Pfarrer                         |       |       |
| 17. März | Petrus Dathenus                      | niederländischer reformierter Theologe, Reformator, Bibelübersetzer |       |       |
| 17. März | Elisabeth von Sayn                   | Äbtissin von Essen und Nottuln                                      |       |       |
| 25. März | Giuseppe Moletti                     | italienischer Physiker, Mathematiker und Astronom                   | 56    |       |
| 28. März | Wilhelm Eiselin                      | deutscher seliggeprochener Kanoniker                                |       |       |
| 29. März | Florian Griespek von Griespach       | böhmischer Adliger und königlicher Beamter                          | 78    |       |
| 29. März | Christian Wurstisen                  | Schweizer Mathematiker, Theologe und Historiker                     | 43    |       |

## April
| Tag       | Name                      | Beruf, bekannt als                                   | Alter | Beleg |
| --------- | ------------------------- | ---------------------------------------------------- | ----- | ----- |
| 4. April  | Friedrich II.             | König von Dänemark und Norwegen (1559–1588)          | 53    |       |
| 16. April | Wilhelm Egckl             | deutscher Baumeister                                 |       |       |
| 19. April | Paolo Veronese            | italienischer Renaissance-Maler                      |       |       |
| 20. April | Johann Baptista von Taxis | Oberst der spanischen Armee im Achtzigjährigen Krieg |       |       |
| 26. April | Peter Sickius             | deutscher evangelischer Theologe und Pädagoge        |       |       |
| 28. April | Unico Manninga            | ostfriesischer Häuptling                             |       |       |

## Mai
| Tag     | Name                           | Beruf, bekannt als                                                               | Alter | Beleg |
| ------- | ------------------------------ | -------------------------------------------------------------------------------- | ----- | ----- |
| 3. Mai  | Joachim Mynsinger von Frundeck | Jurist der Humanistenzeit                                                        | 73    |       |
| 4. Mai  | Duarte de Meneses              | portugiesischer Offizier und Kolonialverwalter                                   | 50    |       |
| 6. Mai  | Johann Aicholz                 | Mediziner und Botaniker                                                          |       |       |
| 12. Mai | Peter Monau                    | kaiserlicher Leibarzt von Rudolf II. von Habsburg                                | 37    |       |
| 20. Mai | Lorenz von Schönberg           | kurfürstlich-sächsischer Berghauptmann und Rittergutsbesitzer                    |       |       |
| 21. Mai | Melchior Siegel                | kursächsischer Zehntner und Zinnschmelzer sowie Hammerwerksmitbesitzer           | 73    |       |
| 22. Mai | Michael Roting                 | Lehrer des Melanchthon-Gymnasiums Nürnberg und Tischgenosse Philipp Melanchthons |       |       |

## Juni
| Tag      | Name                    | Beruf, bekannt als                                                                               | Alter | Beleg |
| -------- | ----------------------- | ------------------------------------------------------------------------------------------------ | ----- | ----- |
| 10. Juni | Valentin Weigel         | deutscher mystisch-theosophischer Schriftsteller                                                 | 54    |       |
| 13. Juni | Anna von Oranien-Nassau | niederländische Adlige, Prinzessin von Nassau-Oranien, durch Heirat Gräfin von Nassau-Dillenburg | 24    |       |
| 17. Juni | Philipp II.             | Markgraf von Baden-Baden                                                                         | 29    |       |
| Juni     | Paulus Kyr              | Mediziner                                                                                        |       |       |

## Juli
| Tag      | Name                       | Beruf, bekannt als                       | Alter | Beleg |
| -------- | -------------------------- | ---------------------------------------- | ----- | ----- |
| 15. Juli | Georg Israel               | Bischof der Unität der Böhmischen Brüder |       |       |
| 17. Juli | Sinan                      | osmanischer Architekt                    |       |       |
| 28. Juli | Ambrosius II. von Viermund | Erbvogt von Neersen                      |       |       |

## August
| Tag        | Name                                | Beruf, bekannt als                                                                                        | Alter | Beleg |
| ---------- | ----------------------------------- | --- | ----- | ----- |
| 2. August  | Joachim Moller der Jüngere          | herzoglich braunschweig-lüneburgischer Kanzler im Fürstentum Lüneburg                                     | 66    |       |
| 4. August  | Archibald Douglas, 8. Earl of Angus | schottischer Adliger                                                                                      |       |       |
| 5. August  | Johannes Clotz                      | hessischer Verwaltungsjurist und Kanzler                                                                  | 42    |       |
| 6. August  | Josias I.                           | Graf von Waldeck-Eisenberg                                                                                | 34    |       |
| 7. August  | Johann von Hall                     | deutscher Jurist und Politiker                                                                            |       |       |
| 12. August | Alfonso Ferrabosco der Ältere       | italienischer Komponist                                                                                   |       |       |
| 14. August | Johann Jakob Wick                   | Schweizer protestantischer Geistlicher                                                                    |       |       |
| 27. August | Hans Jakob von Breidbach            | deutscher Ritter und Grundherr                                                                            |       |       |
| 28. August | Giovanni Antonio Volpe              | italienischer römisch-katholischer Geistlicher, Bischof von Como und Apostolischer Nuntius in der Schweiz | 74    |       |

## September
| Tag           | Name                                | Beruf, bekannt als                                         | Alter | Beleg |
| ------------- | ----------------------------------- | ---------------------------------------------------------- | ----- | ----- |
| 4. September  | Robert Dudley, 1. Earl of Leicester | englischer Peer, Oberstallmeister der Königin Elisabeth I. | 56    |       |
| 4. September  | Heinrich von Stiten                 | Ratsherr in Lübeck                                         |       |       |
| 6. September  | Ludwig V.                           | Abt von Hersfeld                                           | 52    |       |
| 15. September | Margarethe Burich                   | Frau von Matthias Burich                                   |       |       |
| 18. September | Johannes Matthaeus                  | deutscher evangelischer Theologe                           |       |       |
| 20. September | Niklaus Zurkinden                   | Schweizer Politiker                                        | 81    |       |
| 25. September | Tilemann Hesshus                    | lutherischer Theologe                                      | 60    |       |

## Oktober
| Tag         | Name                               | Beruf, bekannt als                         | Alter | Beleg |
| ----------- | ---------------------------------- | ------------------------------------------ | ----- | ----- |
| 2. Oktober  | Bernardino Telesio                 | italienischer Philosoph und Naturforscher  |       |       |
| 10. Oktober | Nicolás Monardes                   | spanischer Arzt und Botaniker              |       |       |
| 12. Oktober | Lampert Distelmeyer                | Kanzler der Mark Brandenburg               | 66    |       |
| 16. Oktober | Joachim Lüneburg                   | deutscher Bürgermeister von Lübeck         |       |       |
| 29. Oktober | Caspar Schutzbar genannt Milchling | deutscher Freiherr und Hauptmann in Gießen |       |       |

## November
| Tag          | Name                            | Beruf, bekannt als                      | Alter | Beleg |
| ------------ | ------------------------------- | --------------------------------------- | ----- | ----- |
| 1. November  | Jean Dorat                      | französischer Literat und Gelehrter     | 80    |       |
| 2. November  | Wilhelm Damasi Lindanus         | Inquisitor, Bischof und Hochschullehrer |       |       |
| 17. November | Peter Obernburger               | kaiserlicher Reichshofrat               |       |       |
| November     | Louis Bellaud de La Bellaudière | französischer Dichter                   | 45    |       |

## Dezember
| Tag          | Name                               | Beruf, bekannt als                                                                      | Alter | Beleg |
| ------------ | ---------------------------------- | --------------------------------------------------------------------------------------- | ----- | ----- |
| 23. Dezember | Henri I. de Lorraine, duc de Guise | Herzog von Guise                                                                        | 37    |       |
| 24. Dezember | Johannes Karg                      | deutscher lutherischer Theologe, Historiker und Pädagoge                                | 63    |       |
| 24. Dezember | Louis II. de Lorraine-Guise        | Kardinal und Erzbischof von Reims                                                       | 33    |       |
| 25. Dezember | Daniel Frisius                     | deutscher Rechtswissenschaftler, Hochschullehrer und Ratssekretär der Hansestadt Lübeck |       |       |
| 31. Dezember | Luis de Granada                    | spanischer Mystiker, Priester aus dem Dominikanerorden und geistlicher Schriftsteller   |       |       |

## Datum unbekannt
| Tag | Name                          | Beruf, bekannt als                                                                      | Alter | Beleg |
| --- | ----------------------------- | --------------------------------------------------------------------------------------- | ----- | ----- |
|     | Abdai Khan                    | Fürst der Khalka-Mongolen                                                               |       |       |
|     | Robert Ballard                | französischer Musikverleger                                                             |       |       |
|     | Konrad Becker                 | deutscher evangelisch-lutherischer Theologe                                             |       |       |
|     | Baba Shah Isfahani            | persischer Kalligraf und Kalligrafielehrer                                              |       |       |
|     | Leonardo Fioravanti           | italienischer Arzt                                                                      |       |       |
|     | Franciscus Florius            | franko-flämischer Komponist, Sänger und Notenkopist der Renaissance                     |       |       |
|     | Axel Gyntersberg              | norwegischer Adliger, Kommandeur der Festung Steinvikholmen und Lehnsherr von Helgeland |       |       |
|     | Kenau Simonsdochter Hasselaer | Verteidigerin Haarlems                                                                  |       |       |
|     | Marie de Lestrange            | französische Adlige                                                                     |       |       |
|     | Pedro López de Gámiz          | Holzbildhauer der spanischen Renaissance                                                |       |       |
|     | Richard Norton                | englischer Sheriff und katholischer Aufständischer                                      |       |       |
|     | William Mowse                 | englischer Jurist und Hochschullehrer                                                   |       |       |
|     | Qi Jiguang                    | chinesischer Militärführer                                                              |       |       |
|     | Rajah Sulayman                | philippinischer Herrscher, letzter Rajah von Manila                                     |       |       |
|     | Stephan Riccius               | evangelischer Theologe der Reformationszeit                                             |       |       |
|     | Alonso Sánchez Coello         | spanischer Maler                                                                        |       |       |
|     | Edwin Sandys                  | englischer Geistlicher, Erzbischof von York                                             |       |       |
|     | Juan Huarte de San Juan       | spanischer Arzt und Philosoph                                                           |       |       |
|     | Giulio Sanuto                 | italienischer Zeichner und Kupferstecher                                                |       |       |
|     | Filippo Sassetti              | florentinischer Kaufmann                                                                |       |       |
|     | Sönam Gyatsho                 | dritter Dalai Lama                                                                      |       |       |
|     | Sperone Speroni               | italienischer Humanist und Autor                                                        |       |       |
|     | Jacopo Strada                 | italienischer Gelehrter und Baumeister                                                  |       |       |
|     | Peter Thomäus                 | deutscher Dialektiker und Hochschullehrer                                               |       |       |
|     | Raimund Vogler                | Bürgermeister von Heilbronn (1585–1588)                                                 |       |       |
|     | Michael Witz der Jüngere      | Plattner, Harnischmacher                                                                |       |       |